# Dart Kitten
Le Dart Kitten est un avion britannique monoplace de construction amateur datant des années 1930.

## Historique

### Développement
En 1936 les responsables de la société Dart Aircraft développèrent un avion léger destiné au marché de l'aviation générale et pouvant être construit par un amateur. Ils le désignèrent Dart Kitten. Les données d'origine prévoyaient que la motorisation repose sur un moteur à plat Ava Mk.4 d'une puissance de 27 chevaux. Cependant les plans commercialisés indiquaient clairement que le constructeur amateur pouvait, à sa guise, changer de motorisation.
Le premier vol du Dart Kitten eut lieu le 15 janvier 1937 sous l' immatriculation britannique G-AERP. 
Par la suite les trois autres Dart Kitten furent produits par des amateurs.

### En service
Le premier Dart Kitten fut acheté en août 1937 et installé sur un aérodrome de Tollerton dans le centre de l'Angleterre. Il fut stocké durant la Seconde Guerre mondiale et ne revola qu'en 1949 avant finalement d'être détruit dans un accident trois ans plus tard.
On ignore beaucoup concernant l'utilisation concrète des trois autres modèles, toutefois on sait que le Dart Kitten Mk.II immatriculé G-AEXT volait encore en 2009, date de son plus récent accident.

### Accidents notables
- 23 novembre 1952 : Écrasement mortel[1] du Dart Kitten Mk.I immatriculé G-AERP. Son pilote William De Vos est tué sur le coup.
- 5 juin 1966 : Écrasement[2] du Dart Kitten Mk.III immatriculé G-AMJP. L'avion est totalement détruit. Son pilote survit à l'accident.
- 11 août 2009 : Écrasement[3] à l'atterrissage du Dart Kitten Mk.II immatriculé G-AEXT. Le pilote survit à l'accident, l'avion n'est pas totalement détruit.

## Description
Le Dart Kitten se présente sous la forme d'un monoplan à aile basse cantilever, monoplace construit intégralement en bois. Il dispose d'un train d'atterrissage classique fixe et d'un roulette de queue. Son cockpit est à l'air libre. Il dispose de deux motorisations possibles : un moteur à plat Ava Mk.4 d'une puissance de 27 chevaux ou un moteur à deux cylindres en ligne Aeronca-JAP J99 de 36 chevaux.

## Variantes
- Dart Kitten : Désignation générale de cette famille d'avions, construite à un total de quatre exemplaires.
  - Dart Kitten Mk.I : Désignation attribuée au premier avion, le seul produit par la société Dart Aircraft.
  - Dart Kitten Mk.II : Désignation attribuée au deuxième et troisième avion, produits par des amateurs.
  - Dart Kitten Mk.III : Désignation attribuée au quatrième avion, doté de nouveaux frein au niveau du train d'atterrissage, produit par des amateurs.

## Sources & Références

### Sources bibliographiques
- Edouard Chemel, Chronique de l'aviation, Éditions Chronique, 1991 (ISBN 2-905969-51-2).
- Michel Marmin, Encyclopédie "Toute l'aviation", Editions Atlas, 1993.
- (en) David Rendall, Jane's aircraft recognition guide, Londres, HarperCollinsPublishers, 1999, 501 p. (ISBN 978-0-00-472212-2, OCLC 41582457).